# China Power International Development
China Power International Development Limited, auch bekannt als China Power, ist ein chinesisches und in der Elektrizitätswirtschaft angesiedeltes Unternehmen, welches am 24. Mai 2004 in Hongkong gegründet wurde. Sein Hauptsitz liegt in Peking, das Unternehmen hat 185.269 Mitarbeiter, ist laut der Liste Fortune Global 500 der Zeitschrift Fortune gemessen an der Umsatzstärke auf Platz 161 der größten Unternehmen und unter den 50 größten Unternehmen Chinas. China Power ist an der Hong Kong Stock Exchange gelistet, ein Tochterunternehmen der State Power Investment, Corp. und am 31. Mai 2018 betrug ihre Marktkapitalisierung 21,379 Milliarden Hongkong-Dollar.